# El Poble Nou del Delta

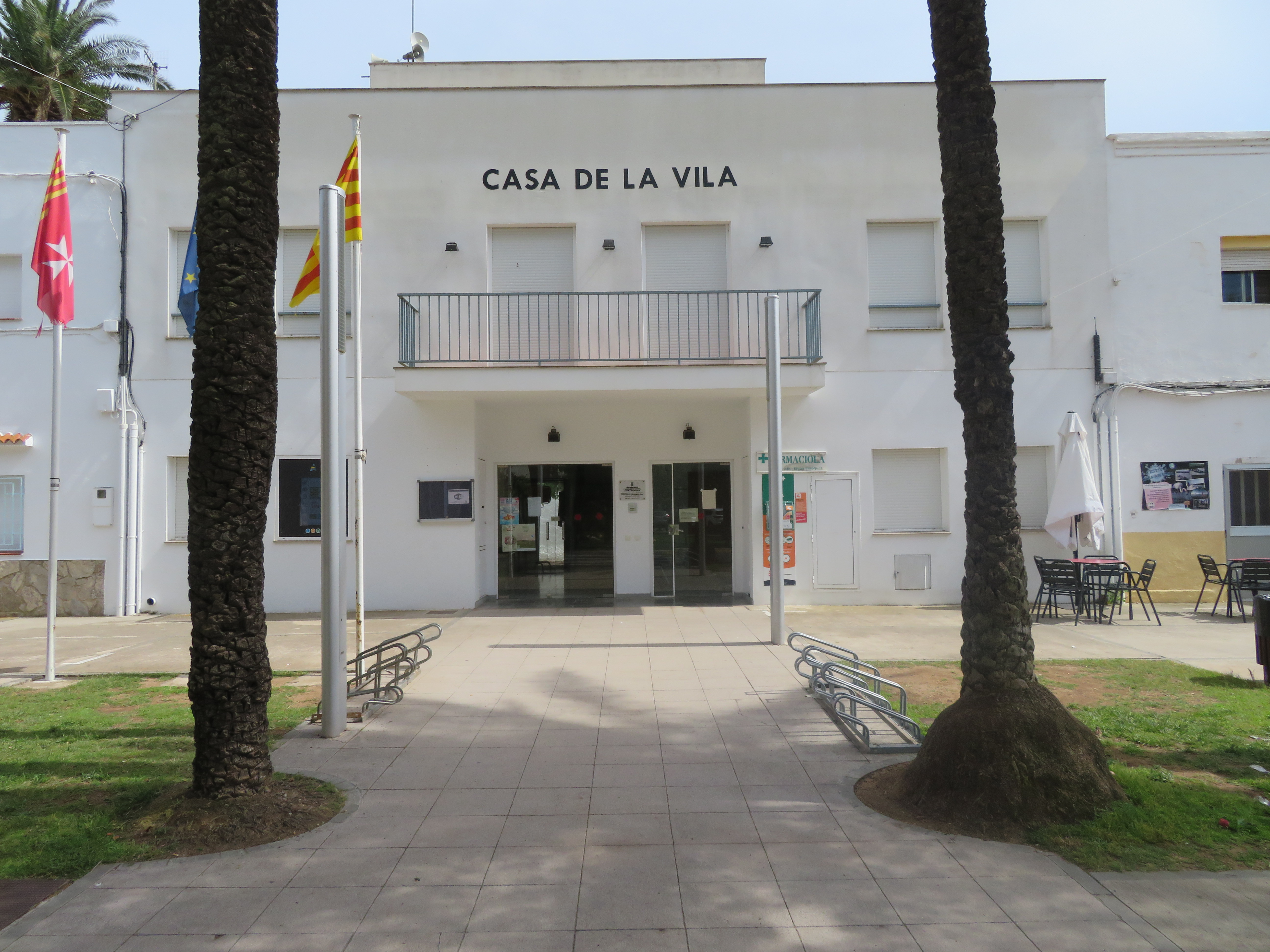
El Poble Nou del Delta.

El Poble Nou del Delta is een dorpje in de Spaanse provincie Tarragona, in de regio Catalonië. Het dorpje ligt in de gemeente Amposta, in de vruchtbare vlakte die wordt gevormd door de delta van de rivier de Ebro. Het telt iets minder dan 200 inwoners. Het dorp werd in 1956 opgericht door het Nationaal Instituut voor Kolonisatie (Spanje) in het kader van Plan de  Plan de Transformación y Colonización van dictator Franco. De oorspronkelijk naam, Villafranco del Delta, is in 2003 geschrapt.

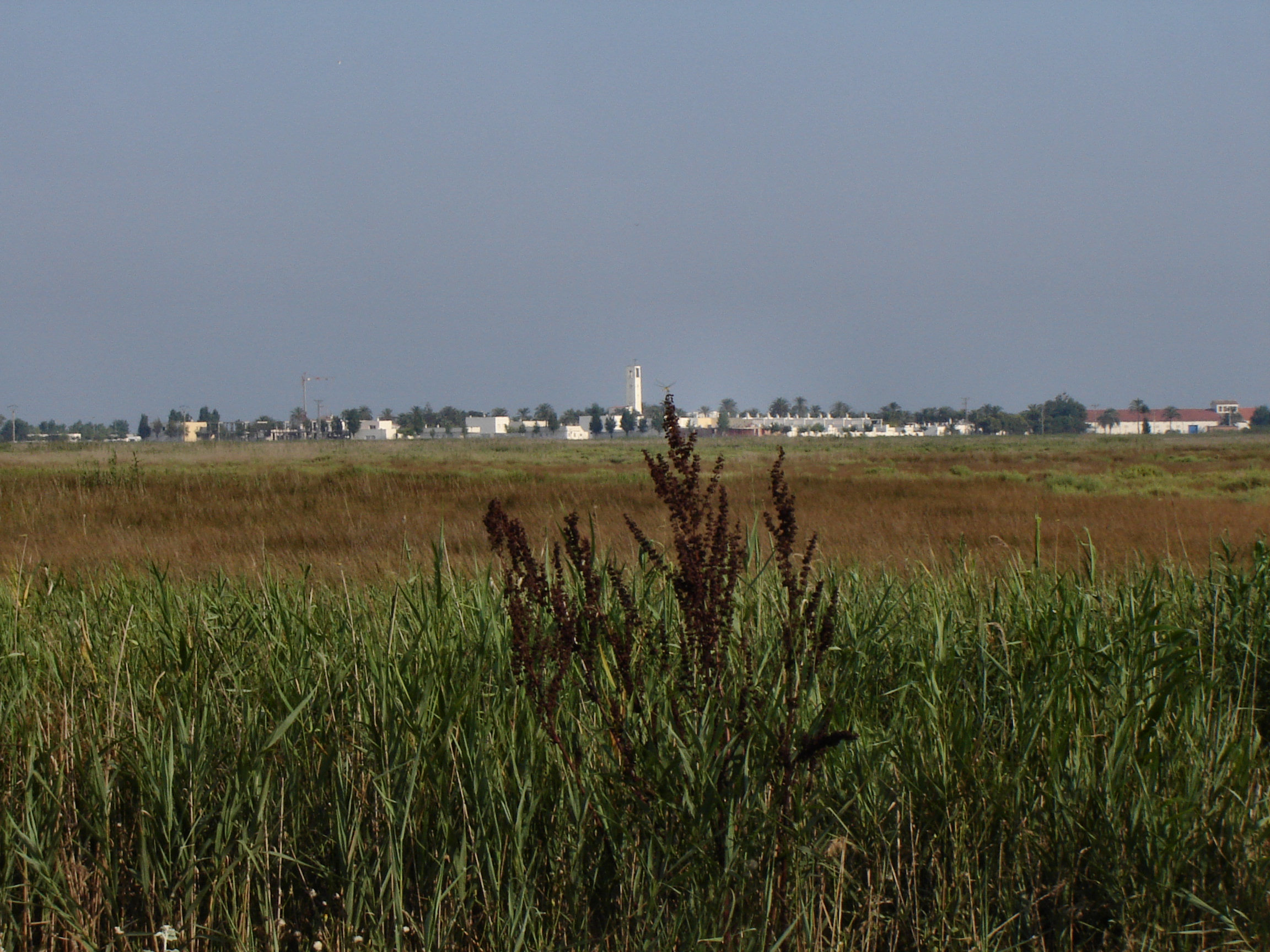
Uitzicht op El Poble Nou del Delta

## Geschiedenis
De oudste verwijzingen naar het gebied dateren uit de zestiende eeuw, wanneer er sprake is van visserij en begrazing van vee dat uit de bergen wordt gehaald om te overwinteren. In het gebied waar het gehucht ligt, is er in de zestiende en zeventiende eeuwook sprake van het verzamelen en vissen van zout.
Het dorp werd opgericht als woonplaats voor de boeren die in de omliggende rijstvelden werkten. In 1952 werden riolering en wegen aangelegd, evenals de gebouwen die in 1957 gereed zouden zijn. In totaal werden 97 kolonistenfamilies gehuisvest in het dorp en de omliggende landerijen 
Tegenwoordig levert ook natuurtoerisme een bijdrage aan de economie van het dorp.